# Xã Black Oak, Quận Mahaska, Iowa
Xã Black Oak (tiếng Anh: Black Oak Township) là một xã thuộc quận Mahaska, tiểu bang Iowa, Hoa Kỳ. Năm 2010, dân số của xã này là 753 người.